# San Prospero (Siena)
San Prospero è un quartiere della città di Siena, in Toscana.
Il quartiere è stata la prima delle «periferie di prima generazione» costruite all'esterno della cinta muraria di Siena, avviando l'espansione della città moderna. Costruito tra il 1920 e il 1931, era stato pensato come il quartiere piccolo-borghese di Siena, alternando abitazioni popolari a ampi isolati di villette in stile liberty.

## Storia
Il quartiere prende il suo nome dall'omonima collina, condividendolo con un'antica porta delle mura di Siena, nei pressi della quale sorgeva la chiesa di San Prospero, citata sin dal 1093. In questo luogo era stato costruito nella seconda metà del XIII secolo il monastero femminile di San Prospero delle monache di Montecellese, poi distrutto nel XVI secolo e traslato al convento delle Sperandie. Il borgo di San Prospero fu quindi un comunello delle Masse del Terzo di Camollia e nel 1640 vi si registravano 56 abitanti. Con la riforma leopoldina del 1777, il terzo di Camollia venne soppresso e i vari comunelli spartiti tra gli altri due terzi rimanenti: San Prospero venne accorpato alle Masse del Terzo di Città.

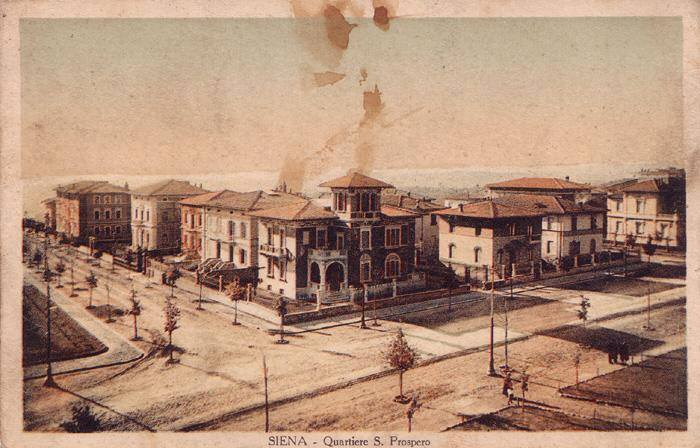
Il quartiere San Prospero in una cartolina di fine anni Venti

Nella prima metà del XX secolo, in seguito all'abolizione delle Masse di Siena nel 1904, nella città di Siena furono avviate le prime pianificazioni urbanistico-architettoniche all'esterno della cinta muraria; la prima e più rilevante di esse è stata la costruzione del quartiere San Prospero. Il 16 maggio 1920 venne avviata l'opera di urbanizzazione dell'area prospiciente la Fortezza Medicea. Il sindaco Emanuello Pannocchieschi d'Elci promosse la realizzazione di questa nuova area urbana affermando che «sorgerà insomma la Sena Vetus nova e tutte le maestranze operaie ed artigiane troveranno nello sviluppo edilizio larga fonte di lavoro e di guadagno». I principali motivi per l'attuazione del Regolamento edilizio per San Prospero furono la necessità di trovare nuove abitazioni in particolare per gli sfrattati di Salicotto, zona destinata a risanamento, e la volontà di inaugurare a Siena un moderno quartiere signorile per il ceto borghese. La maggior parte degli edifici fu realizzata dall'Istituto per le case popolari, con l'apporto del Monte dei Paschi di Siena – che mise a disposizione mutui agevolati per gli acquisti – e progettata dall'ingegnere Armando Sabatini.
Nei primi mesi del 1921 venne demolito un tratto delle mura presso la collina di San Prospero, mentre nel 1924 fu deciso l'abbattimento di un'ulteriore tratto per mettere il quartiere in collegamento con la zona della Lizza. Nell'aprile 1923 fu inaugurato il parco della Rimembranza in ricordo dei caduti della prima guerra mondiale; nel luglio dello stesso anno la zona venne definita da Fabio Bargagli Petrucci un «villaggio-giardino» ispirato alla tradizione anglosassone Arts and Crafts.
Il quartiere venne conteso a lungo tra le contrade dell'Istrice e dell'Oca, che lo consideravano come una propria naturale prosecuzione extra-moenia; una proposta per l'istituzione di San Prospero in contrada autonoma nel 1929 venne respinta sulla base di un divieto di stabilire nuove contrade risalente al 1719.

## Monumenti e luoghi d'interesse

### Palazzi
- Autorimessa ex Fiat, struttura a due piani con corpo centrale più alto in stile eclettico, è stata realizzata da Bettino Marchetti per l'azienda FIAT quale autorimessa e officina.[10]
- Palazzo d'angolo in viale Trieste, edificio liberty a tre livelli con facciata decorata da specchiature in laterizio alternate a fasce verticali di pietra; le aperture presentano decorazioni floreali.[11]

### Villini
- Villino Anitrini, situato in via Pannilunghi, è uno dei primi villini sorti nella zona di San Prospero ed è stato progettato dall'architetto Vittorio Mariani nel 1925.[12]
- Villino Park Lane, situato in piazza IV Novembre, è stato progettato da Armando Sabatini per conto della Commissione edilizia del comune di Siena e realizzato nel 1926.[13][14]
- Villino Racanelli, villa di tre piani in stile liberty, progettata da Egisto Bellini, si trova in Viale Vittorio Veneto.[15]
- Villino in piazza IV Novembre al civico 3, realizzato tra il 1925 e il 1931 da Armando Sabatini per le coperative edilizie dei dipendenti del Monte dei Paschi e dei mutilati e invalidi di guerra.[16]
- Villino in Viale Pannilunghi al civico 9, elegante e imponente villa, è caratterizzata da facciate riccamente decorate con motivi floreali in stile liberty.[17]
- Villino in viale Trieste al civico 25, edificio di due piani con strutture portanti in laterizio, è stato realizzato nel 1926 da Armando Sabatini.[6]

### Monumenti
- Monumento ai caduti dell'indipendenza: situato nell'area verde tra via Fruschelli e via Pannilunghi, il complesso scultoreo rappresenta l'Italia che depone una corona (su cui si legge "Ai prodi senesi per me caduti") su un leone ferito. Commissionata a Tito Sarrocchi all'inizio del 1875 per commemorare i caduti risorgimentali, era stata inaugurata il 20 settembre 1879 al centro di piazza dell'Indipendenza, di fronte alla loggia del teatro dei Rozzi. Tuttavia, la sua presenza disturbava il traffico veicolare e occupava uno spazio prezioso per i parcheggi, portando al suo trasferimento a San Prospero il 20 ottobre 1958.[18]

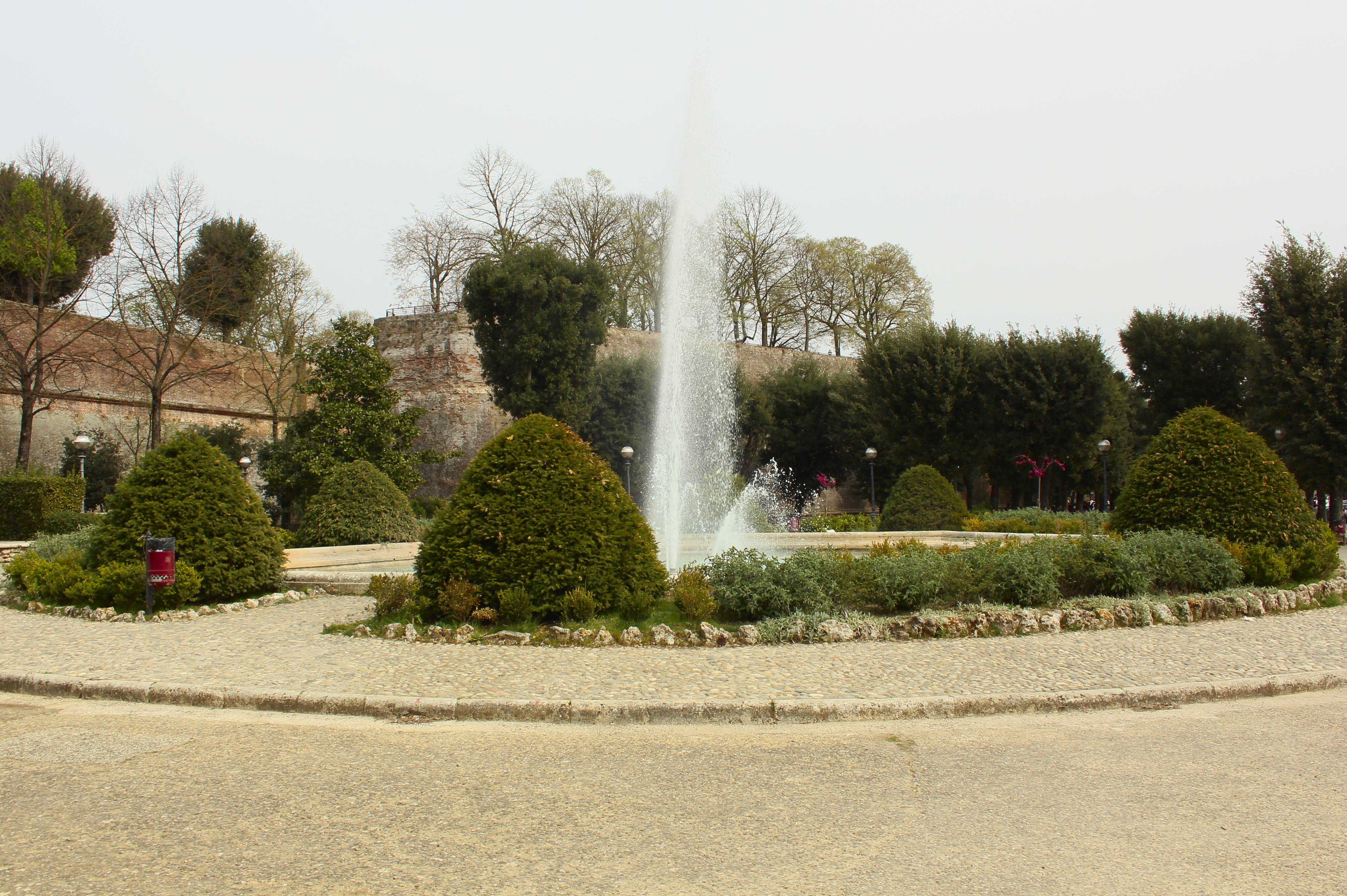
La fontana di San Prospero

### Parco della Rimembranza
Nell'area esterna della fortezza, lungo via Vittorio Veneto, si trova il parco della Rimembranza, realizzato in ricordo dei caduti della prima guerra mondiale con un numero di alberature pari a quello dei senesi caduti. Il parco rientrava nell'iniziativa nazionale per i parchi e i viali della rimembranza coordinata dal sottosegretario Dario Lupi e venne inaugurato solennemente il 22 aprile 1923.
Al centro del giardino è collocata una fontana in stile liberty, conosciuta come la "fontana di San Prospero". La fontana è caratterizzata da un'ampia vasca circolare con getto d'acqua centrale in elevazione, più altri getti minori disposti circolarmente.

## Geografia antropica

### Urbanistica
Il quartiere nasce nell'immediata periferia Ovest di Siena, subito dietro alla Fortezza Medicea. La maggior parte degli edifici sono situati sulla collina dove è sorto il quartiere; fanno eccezione i piccoli palazzi residenziali realizzati intorno al 2010, che rimangono nella parte di collina che inizia a scendere verso la valle del Fosso di Pescaia; i lotti di urbanizzazione realizzati sono quasi esclusivamente di villini e palazzi residenziali, con un tasso di negozi veramente basso (concentrati nella zona che si trova più vicino al centro storico medievale di Siena, ad eccezione di un piccolo supermercato e qualche altro piccolo negozio, che si trovano in una zona più centrale del quartiere). Si può notare come le prime case realizzate nel quartiere siano esclusivamente villini, che furono costruiti per le famiglie più ricche che abitavano in campagna e, come accennato prima, alle persone sfrattate dalle loro case nel Quartiere Ebraico (Salicotto), che doveva essere ristrutturato; successivamente ci fu una grande necessità di costruire edifici residenziali per la città di Siena, e data la posizione molto comoda del quartiere di San Prospero, è stato uno dei primi quartieri a ricevere una grande evoluzione. Ad oggi San Prospero rimane uno dei quartieri di Siena dove sono state investite più risorse, di conseguenza molto pulito e architetturalmente dettagliato, dove si nota veramente la cura che una città può avere per la periferia, con le giuste spese.